# جیمز کینی (بازیکن بسکتبال)
جیمز کینی (انگلیسی: James Kinney؛ زادهٔ ۱۱ اکتبر ۱۹۹۰) بازیکن بسکتبال اهل ایالات متحده آمریکا است.